# Megalomania (album)
Megalomania – debiutancki album zespołu Plateau wydany w 2005 roku.
Płyta została nagrana we wrocławskim studiu Fonoplastykon, a jej producentem był Marcin Bors. Znajduje się na niej 13 utworów – nowocześnie zaaranżowanych, rockowych i melodyjnych piosenek.

## Lista utworów
1. "Twoje sny (Początek)" – 4:17
2. "Sto lat samotności" – 2:59
3. "Pomiędzy złem a dobrem" – 1:51
4. "Jak umierają ptaki" – 3:33
5. "Plateau" – 2:05
6. "Mediolański (To nie Ty)" – 3:27
7. "Tak ciężkie powietrze (Dzień)" – 3:40
8. "(...)" – 0:50
9. "Megalomania (Egoista)" – 2:31
10. "Trotuary" – 3:21
11. "G.B." – 4:38
12. "Nic nie wiem" – 3:38
13. "Tak dobrze jak dziś" – 5:30

## Twórcy
- Michał Szulim – wokal, gitara
- Paweł Wolski-Rzewuski – gitara basowa
- Karol Kowalczyk – gitara
- Tomasz Tarczyński – perkusja

gościnnie:
- Marcin Bors – gitara, Instrumenty klawiszowe

- muzyka: Michał Szulim, Dominik Rowicki, Karol Kowalczyk
- słowa: Michał Szulim
- mastering: Jacek Gawłowski w JG Master Lab
- produkcja muzyczna: Marcin Bors
- miksowanie: Marcin Bors